# エルジェ
エルジェ（Hergé、1907年5月22日 - 1983年3月3日）は、ベルギーの漫画家。代表作『タンタンの冒険』（Les Aventures de Tintin）の作者として知られる。他にも『クックとプッケ』（Quick et Flupke）シリーズなどの作品を描いている。

## 略歴
エテルベークの中流家庭に生まれた。父はワロン人、母はフラマン人である。
中学生のときに、学校のボーイスカウト雑誌でイラストを描き始め、その後1923年より『ベルギーのボーイスカウト』誌（Le Boy-Scout Belge）に描くようになる。エルジェのペンネームを使用しだしたのはこの翌年からである。
1925年に『20世紀新聞』（Le Vingtieme Siècle）の定期購読部に就職。同紙の責任者だったワレ神父（ヒトラーやムソリーニを支持していた人物）の影響をうけ、のちに神父の助手だった女性と結婚した。
翌年の7月より、『コガネムシ隊長トトールの奇妙な冒険』（Les extraordinaires aventures de Totor, C.P. des Hannetons）を『ベルギーのボーイスカウト』誌に連載。このトトールがタンタンの前身となった。1929年、『20世紀新聞』の子供向け付録誌『20世紀子ども新聞』（Le Petit Vingtième）でタンタンとスノーウィの物語が生まれた。
タンタンとスノーウィの物語はエルジェの名を一躍知らしめることとなるが、それと同時に彼を悩ます原因にも度々なった。第二次大戦中、ベルギーに留まっていたエルジェは、『20世紀子ども新聞』からベルギーの新聞『ル・ソワール』（Le Soir）に掲載紙を変えてタンタンの連載を続けていたが、この事が原因で終戦後一時職を失った上、一部から批判を受けることとなる など、風当たりが強い時期を過ごすこととなる。
元レジスタンスのレイモン・ルブランの協力により、1946年に週刊誌『タンタン』（1988年に廃刊）が創刊され、2年ぶりに連載を再開する事となるが、これ以降も執筆の際の過労による神経衰弱が原因で度々連載が中断されることが多々あった。こうした事をきっかけとして1950年にスタジオ･エルジェが設立され、以後ボブ･ドゥムーアやロジェ･ルルーといったスタッフの協力を得てタンタンの連載を続けていくこととなった。
晩年エルジェはモダンアートに情熱を傾けるようになる。彼の遺作となった『タンタンとアルファ･アート』（Tintin et l'Alph-Art）が、モダンアートを題材にした作品となっていることもその一つの表れと言える。
1983年3月3日、白血病により死去。75歳没。没後24年が経過した2007年5月22日、エルジェ伝を準備しているフィリップ・ゴダンの調査による説が『ル・ソワール』紙に公表され、晩年に先天性疾患の治療のための輸血によりHIVに感染、肺炎で死亡した可能性があるとされた。

## 人物・エピソード
- エルジェというペンネームは本名のイニシャルGRを逆さにしたRGをフランス語読みした音「エルジェ」に「Hergé」の文字を当てたもの。

- エルジェにはポールという弟がおり、第二次大戦後ベルギー占領軍の司令官を務めたこともある職業軍人でもある。『タンタンの冒険』シリーズにおいて、主人公であるタンタン、そしてスポンツ大佐の風貌は彼がモデルとなっているとされる。

- 彼にちなんだ小惑星エルジェがある。

- 2009年に ミュゼ・エルジェ（Musée Hergé)がベルギーのオッティニールーヴァンラヌーヴに開館した。

- 2012年に、エルジェの生涯を描くドキュメンタリー映画『タンタンと私』が公開された。

- 漫画家のやなせたかしはエルジェから絵柄の影響を受けた[5]。。